# Francesco Trevisani
Francesco Trevisani (9. dubna 1656 Capodistria – 30. července 1746 Řím) byl italský malíř, jeden z hlavních představitelů benátského a později římského barokního figuralismu, který v pozdních dílech dospěl až k stylovému výrazu rokoka.

## Život a dílo
Narodil se v rodině architekta Antonia Trevisaniho, od něhož se naučil základy kresby a kompozice. Poté studoval v Benátkách u Antonia Zanchiho a Josefa Heintze mladšího. Později přesídlil do Říma, kde byli jeho mecenáši různí preláti, nejprve kardinál Pietro Ottoboni.
Stylem malby jej ovlivnil Carlo Maratta, jak je patrné například z fresek v chrámu San Silvestro in Capite (1695–1696). Pracoval po boku Giuseppe Chiariho a Ludovica Gimignaniho. V Římě byl také chráněncem kardinála Flavia Chigiho, který mu zadal několik významných děl a doporučil ho papeži Klementovi XI. Na papežovu objednávku maloval fresky proroků v Lateránské bazilice v Římě a fresky v kupoli katedrály v Urbinu, kde vytvořil alegorie čtyř světových stran. Vévoda z Modeny mu zadal kopírování obrazů Correggia a Parmigianina.
Další obrazy maloval v Brunšviku, Madridu, Mnichově, Stockholmu a ve Vídni.
Marattův vliv se projevil také v karikaturách z křestní kaple Svatopetrské baziliky v Římě, v oválném poli s prorokem Báruchem v Lateránské bazilice a ve Smrti svatého Josefa v jezuitském kostele sv. Ignáce v Římě.
Dále Trevisani namaloval čtveřici výjevů ze Života blahoslavené Lucie z Narni v katedrále v Narni (1714–1715). Obrovský oltářní obraz Panny Marie se sv. Antonínem dodal do mariánské baziliky královského paláce Mafra v Portugalsku.
V roce 1712 se stal členem římské akademie Arkadie. Mezi jeho žáky patřil Francesco Civalli z Perugie, Ludovico Mazzanti a Giovanni Battista Brugli.

## Dílo v Česku
- Při dokončování nového kostela pro řád piaristů v Litomyšli na počátku 20. let 18. století, vyvstala otázka vyzdobení interiéru. Pro hlavní oltář bylo Františkem Adamem z Trautmannsdorfu, který byl bratrem majitele panství objednáno roku 1721 plátno Ukřižování v římském ateliéru Francesca Trevisaniho za 1400 zlatých. Vyhlášený umělec poslal do Litomyšle modelletto, které bylo obratem schváleno, a téhož roku byl obraz namalován. Po krátkém umístění v pohřební kapli sv. Kříže, byl nakonec roku 1728 zavěšen v presbytáři do oltáře vytvořeného sochařem Matyášem B. Braunem. Motivem rozměrného obrazu (asi 667 × 356 cm) bylo ukřižování Krista na Golgotě na pozadí rozbouřeného nebe. Pod křížem sedí sv. Máří Magdaléna, která v klíně podpírá Pannu Marii v mdlobách. Na pravé straně ji přidružuje za ruku sv. Jan Evangelista. Dílo ve své době vysoce oceňované, a které ovlivnilo následující generaci umělců, bohužel podlehlo zničujícímu požáru města roku 1775. Při této události byl zasažen i piaristický kostel, ve kterém shořel hlavní oltář s Trevisaniho obrazem a Braunovými sochami. Díky své významnosti byla roku 1778 pro piaristy provedena klasicistní kopie u profesora vídeňské akademie Vincenze Fishera. Původní přípravná skica (97 x 62 cm) byla v 19. století získána pro sbírky Regionálního muzea v Teplicích.

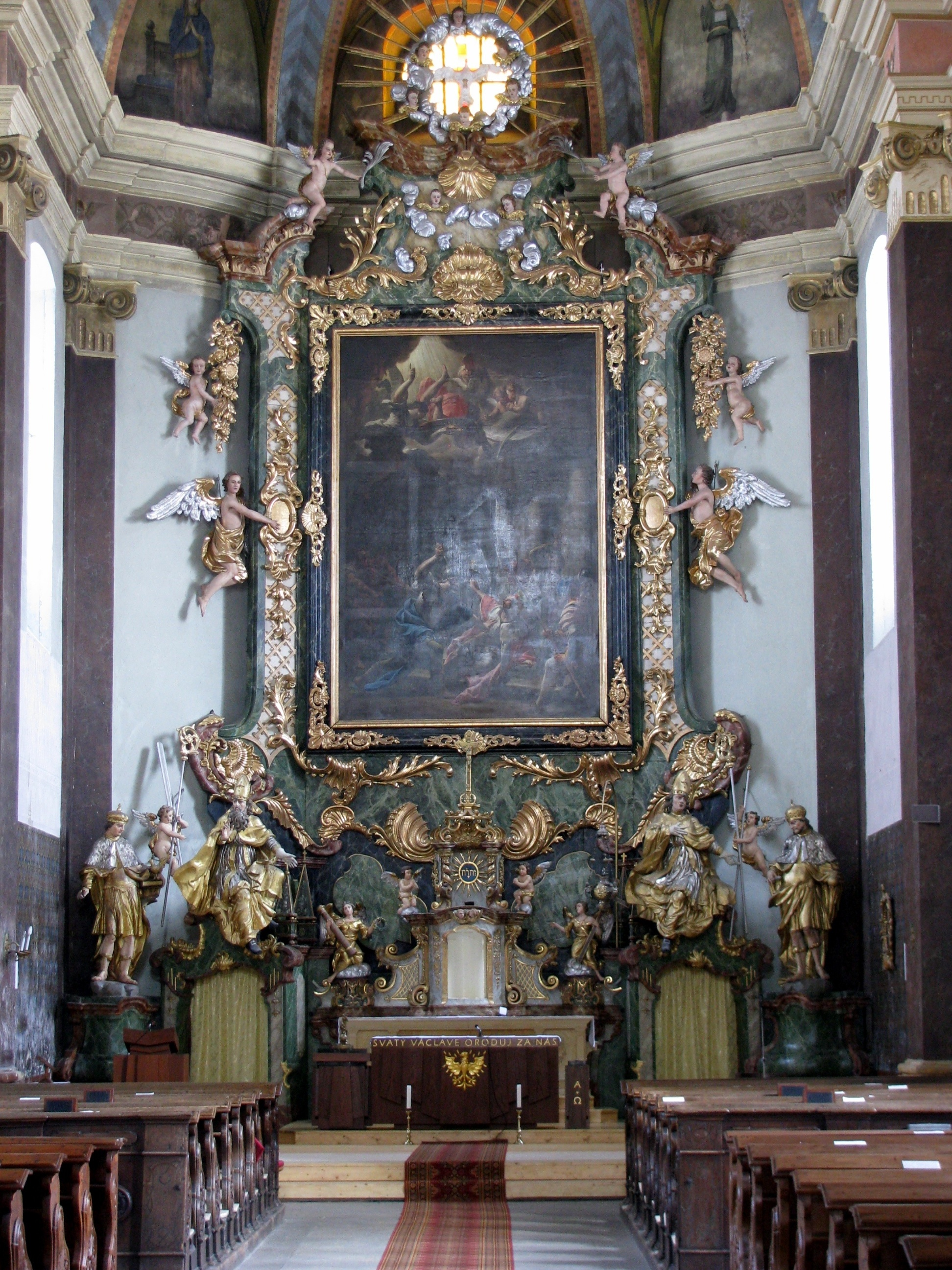
Hlavní oltář v žamberském kostele s obrazem Zavraždění sv. Václava (1741)

- Další obraz, který byl pro české země vytvořen, se nachází na hlavním oltáři kostela sv. Václava v Žamberku. Obraz na konci 30. let 18. století objednal při své cestě do Říma Antonín Vít z Bubna a Litic. Roku 1741 byl obraz Zavraždění sv. Václava doručen do žamberského kostela. Tématem obdélného plátna (538 × 356 cm) je výjev ze závěru života českého knížete. Dramatická noční scéna bratrovraždy je na vrcholu prosvětlovaná otevřeným nebem, ze kterého vystupují andělé. Zachované modelletto (67 × 44 cm) k obrazu se nachází od 19. století ve sbírkách Colloredo-Mansfeldů.

- Národní galerie v Praze vlastní signovaný reprezentativní portrét barokního kavalíra Jana Jáchyma Pachty z Rájova (165 ×118 cm), který Trevisani namaloval během jeho římského pobytu roku 1696. Galerie dále vlastní obrazy Mrtvého Krista neseného anděly (kolem 1710) a sv. Františka z Assisi (1719).

- V chórové kapli sv. Jana Křtitele ve svatovítské katedrále se ve zlaceném rámu nachází obraz Smrt sv. Josefa. Toto druhotně umístěné snad původně oltářní plátno bylo namalováno kolem roku 1720.

- Z kostela sv. Jindřicha a Kunhuty na Novém Městě pražském pochází obraz svaté Rodiny (kolem 1729), který pro svou rodovou kapli zakoupil v Římě svatovítský kanovník Jan Rudolf Špork.

## Galerie

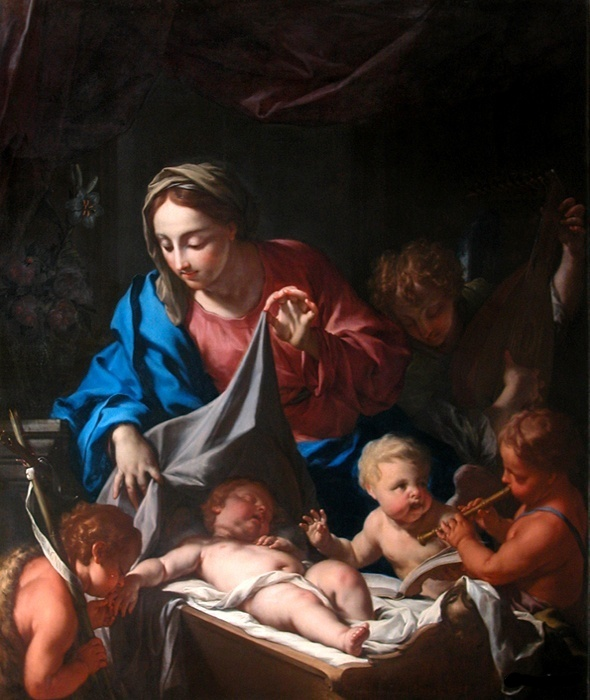
Uspávání Ježíška (1706), Louvre, Paříž
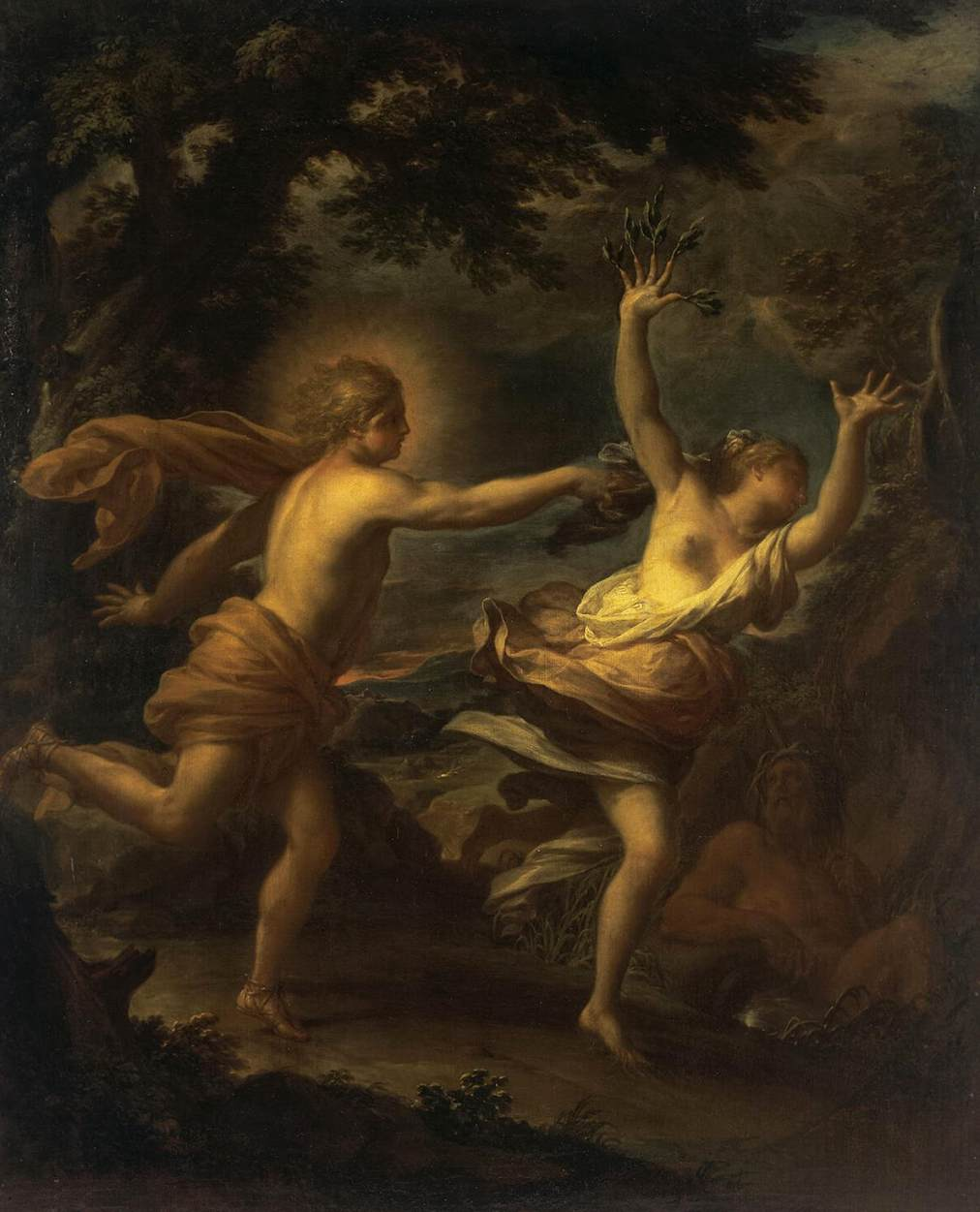
Apollón a Dafné (1. třetina 18. stol.), Ermitáž, Petrohrad
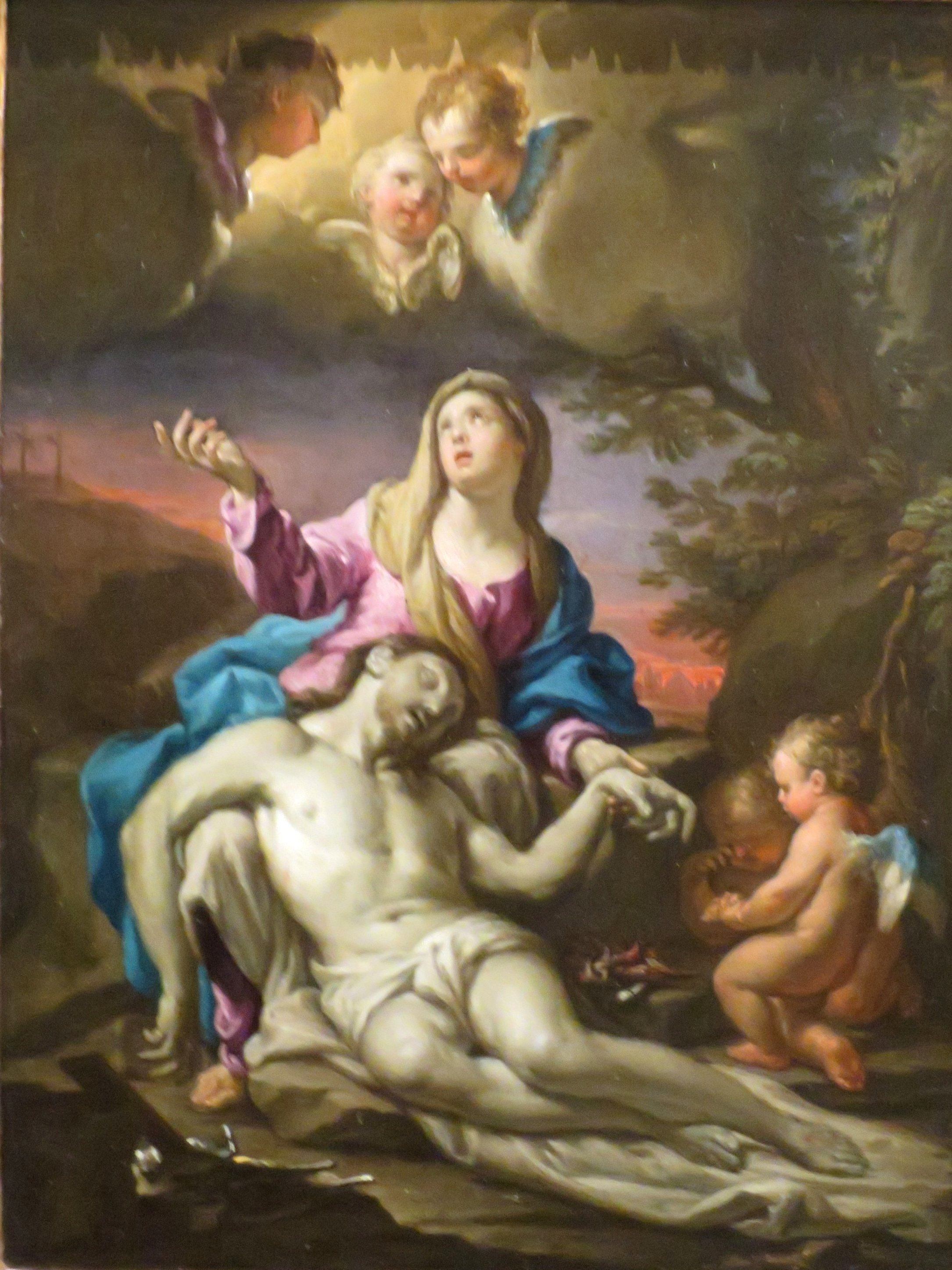
Pieta (kol. 1720) Los Angeles County Museum of Art, Los Angeles
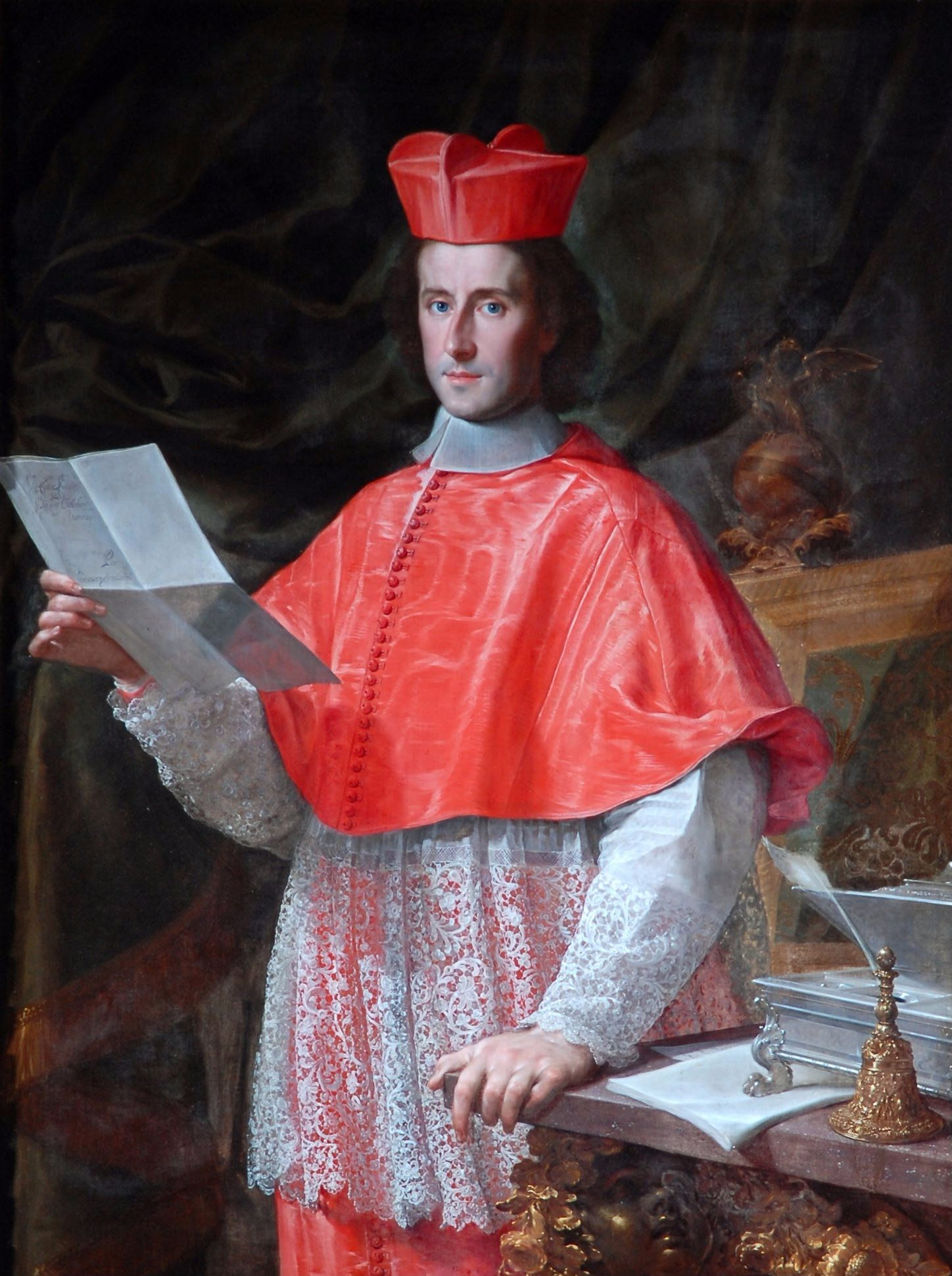
Kardinál Pietro Ottoboni (1689), Bowes Museum,Durham
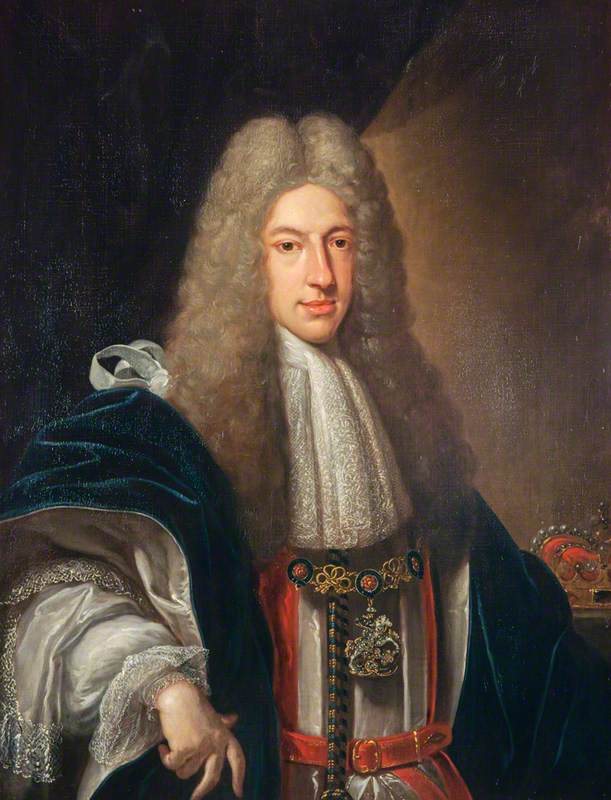
James Francis Stuart (1720), Skotské národní galerie-Holyroodhouse, Edinburgh
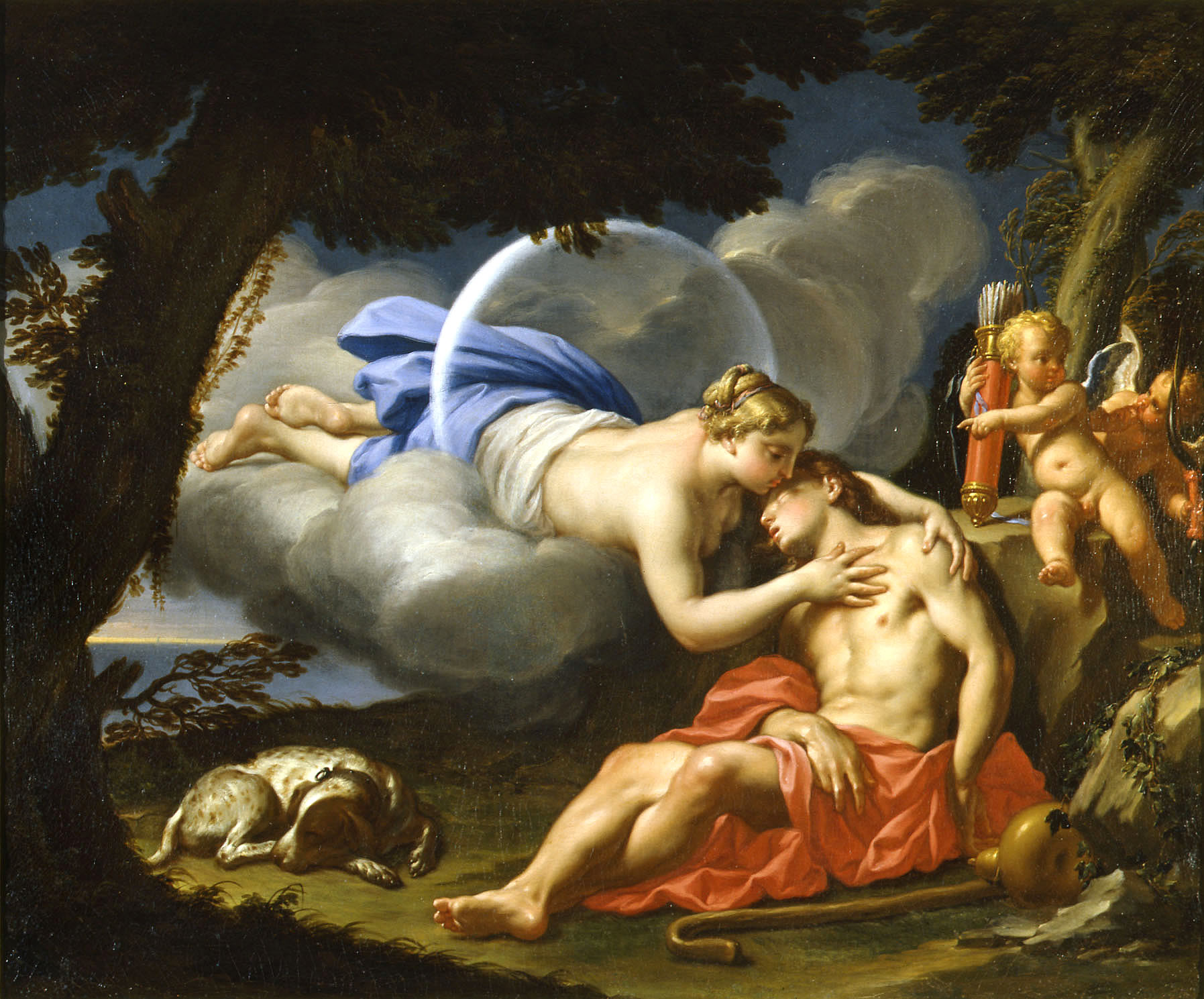
Diana a Endymión (kol. 1713), Hessen Kassel Muzeum, Kassel
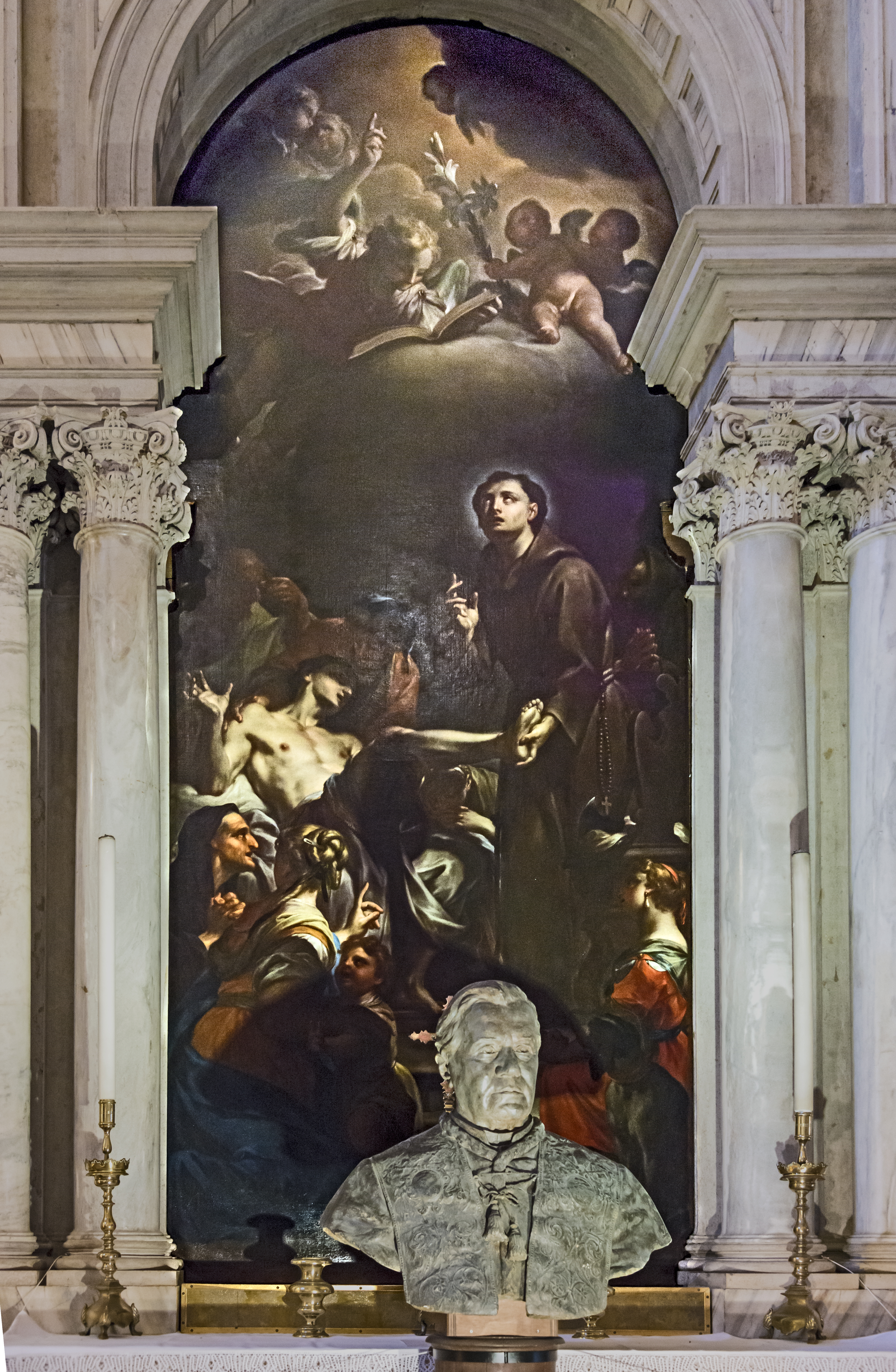
Zázrak sv. Antonína (1733), kostel San Rocco, Benátky